# 寶家衛國
《寶家衛國》是一部新加坡的華語電視連續劇。

## 角色

### 寶家
- 寶鵬舉（黃文永飾）－一個專業軍人，他早年喪妻。喪妻後，他和他妻子的妹妹共同養大了四個孩子。不過，他在家實行的軍法統治令他四個孩子覺得煩厭。
- 寶文精（鄭斌輝飾）－他步了寶鵬舉的後塵，成為了一個專業軍人。他是一個很好的軍人，不過，他不懂愛情，使他無法向一位女軍人示愛。
- 寶文忠（王祿江飾）－他服完兵役後，在一間電腦公司工作。
- 寶文衛（芮恩飾）－一名專業人士，她在她的廣告公司認識了她的愛人－蘇健威。
- 寶文國（洋名Dino，鶴天賜飾）－家裡最年輕的兒子。他剛剛畢業，就要去服兵役。
- 劉亞妹（洪慧芳飾）－一個軍部文員，她在寶鵬舉的妻子去世以後幫他養大四哥孩子。四個孩子都當她是媽媽，不過，鵬舉覺得她只是一個普通朋友。

### 其它角色
- 歐陽佩佩（陳靚瑄飾）－一名在軍隊砲兵學校任教的軍人。為人硬朗，但是非常細心。
- Amy Lim（根據中文方言譯音：林姓。沒有中文名，宋怡霏飾）－一名離了婚的商人。她愛上了寶文忠，但是，她的精神有問題。最後，她因為錯誤以為歐陽佩佩想搶去文忠而企圖傷害歐陽佩佩。最後被送到精神病院。
- 蘇健威（洋名 Picasso，方展發飾）－與文衛在同一間廣告公司工作。為人非常吝嗇，惹來公司同事不滿。但是，他吝嗇是為一個半身癱瘓的兄弟，好讓他不用為生計煩惱。
- Ben Phua（根據中文方言譯音：潘姓。沒有中文名，翁清海飾）－與蘇健威相差3天出生。在服兵役時認識，兩人即成為好兄弟。但是，Ben在街上追賊時被賊人拋下行人天橋，其後半身癱瘓。
- 梁小諾（姚懿珊飾）
- 巫成義（沈傾掞飾）

## 外部連結
- 英文官方網站
- 簡體中文官方網站

| 新加坡 新傳媒電視第8波道 （星期一到星期五 21:00到22:00）節目 | 新加坡 新傳媒電視第8波道 （星期一到星期五 21:00到22:00）節目 | 新加坡 新傳媒電視第8波道 （星期一到星期五 21:00到22:00）節目 |
| ------------------------------------------------------------ | ------------------------------------------------------------ | ------------------------------------------------------------ |
|                                                              | 寶家衛國 （2007年7月24日-2007年8月20日）                     |                                                              |
| 幸运星 （2007年6月26日-2007年7月20日）                       | 宝贝父女兵 （2007年8月21日-2007年9月17日）                   |                                                              |